# Поезд в Пусан 2: Полуостров
«Поезд в Пусан 2: Полуостров» (кор. 반도, ханча: 半島 bando «Полуостров») — южнокорейский фантастический фильм ужасов 2020 года режиссёра Ён Сан Хо, продолжение фильма 2016 года «Поезд в Пусан». В картине рассказывается об отряде, который отправляют забрать полный денег грузовик из пустошей Корейского полуострова, населённых зомби, бандитами и выжившими людьми. Полуостров был выбран для показа на Каннском кинофестивале 2020 года, который был отменён из-за пандемии COVID-19. Фильм был выпущен в Южной Корее 15 июля 2020 года, получил неоднозначные отзывы критиков и собрал 42,7 миллиона долларов по всему миру.

## Сюжет
Действие фильма разворачивается через четыре года после событий первой части. Пусан перестал быть безопасной зоной: вирус добрался и до этого города. Капитан морской пехоты Чон Сок везёт старшую сестру, её мужа Чул Мина и племянника Дон Хвана на корабль, покидающий страну. В пути он встречает семью с маленьким ребенком, которой нужна помощь, но проезжает мимо.
На камбузе корабля один из пассажиров превращается в зомби и заражает остальных, в том числе Дон Хвана. Чон Сок неохотно оставляет племянника и сестру с другими заражёнными и не пускает к ним Чул Мина. После этого инцидента ни одна страна не желает принимать беженцев из Кореи, боясь распространения инфекции.
Четыре года спустя в Гонконге охваченному чувством вины Чон Соку, Чул Мину и двумя другими беженцами-корейцами поручают вернуться в Инчхон и забрать 20 миллионов долларов США, лежащих в брошенном грузовике. Они находят грузовик, но зомби начинают их преследовать. На пути в порт герои попадают в засаду бывшего военного отряда 631, превратившегося в банду мародёров во главе с сержантом первого класса Хваном. Чон Сока в момент аварии выбрасывает из грузовика, Чул Мин прячется внутри машины, а двое других погибают. Чон Сока спасают выжившие местные жители, сёстры Чжуни и Ю Чжин, которые прячут его в своём убежище. Там живёт их мать Мин Чжун и дед, подполковник Ким. Чон Сок понимает, что Мин Чжун — та женщина, которая просила у него помощи четыре года назад.
Чул Мин оказывается на базе отряда 631 и становится пленником. Рядовой Ким и командир отряда капитан Со находят в грузовике мешки с деньгами и тайно решают бежать с полуострова. Со ведёт переговоры с Гонконгом по спутниковому телефону и скрывает план побега от Хвана, который хочет захватить власть в отряде. Тем временем Мин Чжун узнаёт от Чон Сока, что в порту Инчхон есть корабль, который ждёт его. Она решает угнать грузовик с базы отряда, чтобы бежать с полуострова с семьёй и Чон Соком.
На следующий вечер возле базы отряда 631, когда Чжуни, Ю Чжин и дедушка Ким ждут в машине, Чон Сок и Мин Чжун пробираются внутрь, находят грузовик и встречают рядового Кима. Держа его на прицеле, Чон Сок узнаёт, что Чул Мин жив, и решает спасти его. Он убивает нескольких зомби и солдат, но затем Чул Мин погибает от руки сержанта Хвана. Мин Чжун спасает Чон Сока, и они вместе покидают в грузовике территорию базы. Солдаты бросаются в погоню, но Чон Сок расстреливает стеклянный пешеходный переход, освобождая орду зомби внутри, те атакуют автомобиль Хвана и убивают его.
Герои достигают порта Инчхон. Там Со протаранивает машину Чжуни, стреляет в дедушку Кима и ранит в ногу Мин Чжун. Он заезжает в грузовой отсек корабля, но получает смертельную рану в перестрелке с гонконгцами. Истекая кровью, Со сдаёт назад на грузовике, из-за чего ворота грузового отсека не могут закрыться; это позволяет зомби проникнуть на корабль и убить всех людей.
Дедушка Ким умирает от ран. Оставшиеся четверо замечают военно-транспортный вертолёт ООН и привлекают его внимание. Раненая Мин Чжун закрывается в грузовике, чтобы отвлечь зомби и пожертвовать собой ради остальных, но Чон Сок спасает её. Все четверо садятся в вертолёт и улетают.

## В ролях
- Кан Дон Вон — бывший морской пехотинец Чон Сок
- Ли Чжон Хён[англ.] — Мин Чжун
- Ли Ре — Чжуни
- Квон Хэ Хё[англ.] — подполковник Ким Но Ин, дедушка Чжуни и Ю Чжин
- Ким Мин Чжэ — сержант Хван
- Ку Гё Хван[англ.] — капитан Со
- Ким До Юн — Чул Мин, зять Сон Сока
- Ли Е Вон — Ю Чжин
- Чан Со Ён — старшая сестра Чон Сока и жена Чул Мина
- Мун У Чжин — Дон Хван, племянник Сон Сока
- Хван Ён Хи — бывшая таксистка
- Ким Гю Бэк — рядовой Ким
- Белла Рахим — майор миротворческих сил ООН Джейн

## Восприятие
В день премьеры в Южной Корее фильм заработал 2,4 миллиона долларов, что стало лучшим результатом в 2020 году. В Сингапуре, Малайзии и Вьетнаме он тоже имел большой кассовый успех. На агрегаторе Rotten Tomatoes картина получила рейтинг в 60 %, на сайте Metacritic она имеет средневзвешенную оценку 50 из 100. Рецензенты отмечают, что «Поезд в Пусан 2» — «талантливый и амбициозный боевик, которому остро не хватает бюджета». По мнению Роба Хантера из Film School Rejects, авторы фильма сознательно отказались от многих приёмов, обеспечивших успех первой части франшизы; при этом рецензент назвал идею соединить фильм о зомби с фильмом об ограблении фантастически удачной.